# Clivia nimbicola
Clivia nimbicola är en amaryllisväxtart som beskrevs av Swanev., Truter och A.E.van Wyk. Clivia nimbicola ingår i släktet Clivia, och familjen amaryllisväxter. Inga underarter finns listade i Catalogue of Life.